# 바컨틴

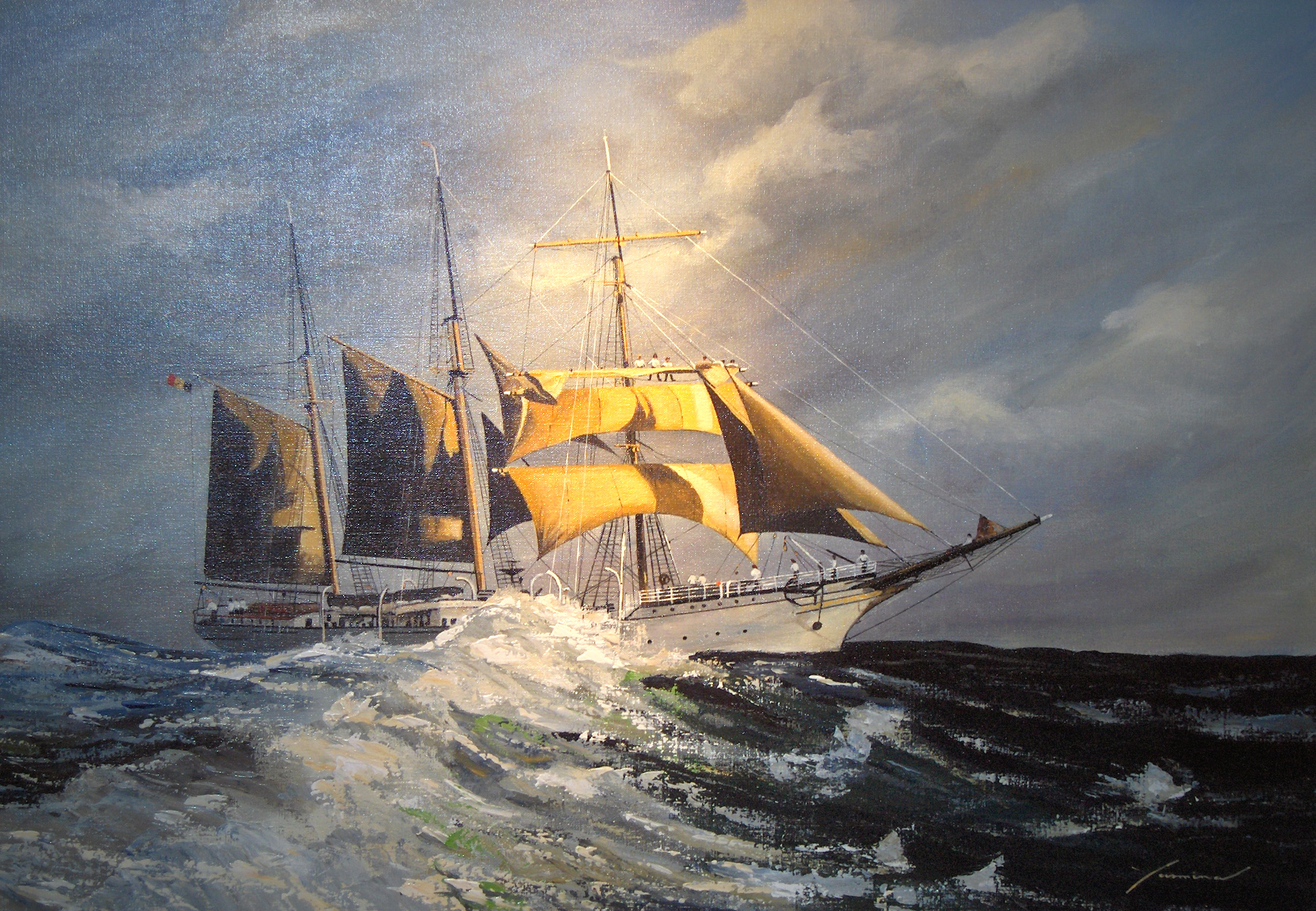
바컨틴 범선 메르카토르(Mercator)를 묘사한 그림

바컨틴 범장도

바컨틴(영어: Barquentine)은 3개 이상의 돛대가 달린 범선이다. 앞돛대에만 가로돛을 달고 다른 돛대에는 세로돛을 단다. 스쿠너 바크(Schooner barque)라고 부르기도 하며 4개의 돛대가 달린 범선은 포마스트 바컨틴(Foremast Barquentine)이라고 부른다.
17세기부터 등장했으며 바크를 기본으로 하고 브리간틴을 모방해서 만들어진 범선이다. 전장범선, 바크와는 달리 적은 선원으로도 범선 운항이 가능하며 축을 향하면서 효율적으로 항해를 진행할 수 있기 때문에 19세기 말에는 화물선에 적합한 범선으로 널리 사용되었다. 장거리 항행이 가능한 가로돛, 범선 운항에 용이한 세로돛이 특징이며 연습선으로도 널리 사용되고 있다.